# Flagge der Einheit

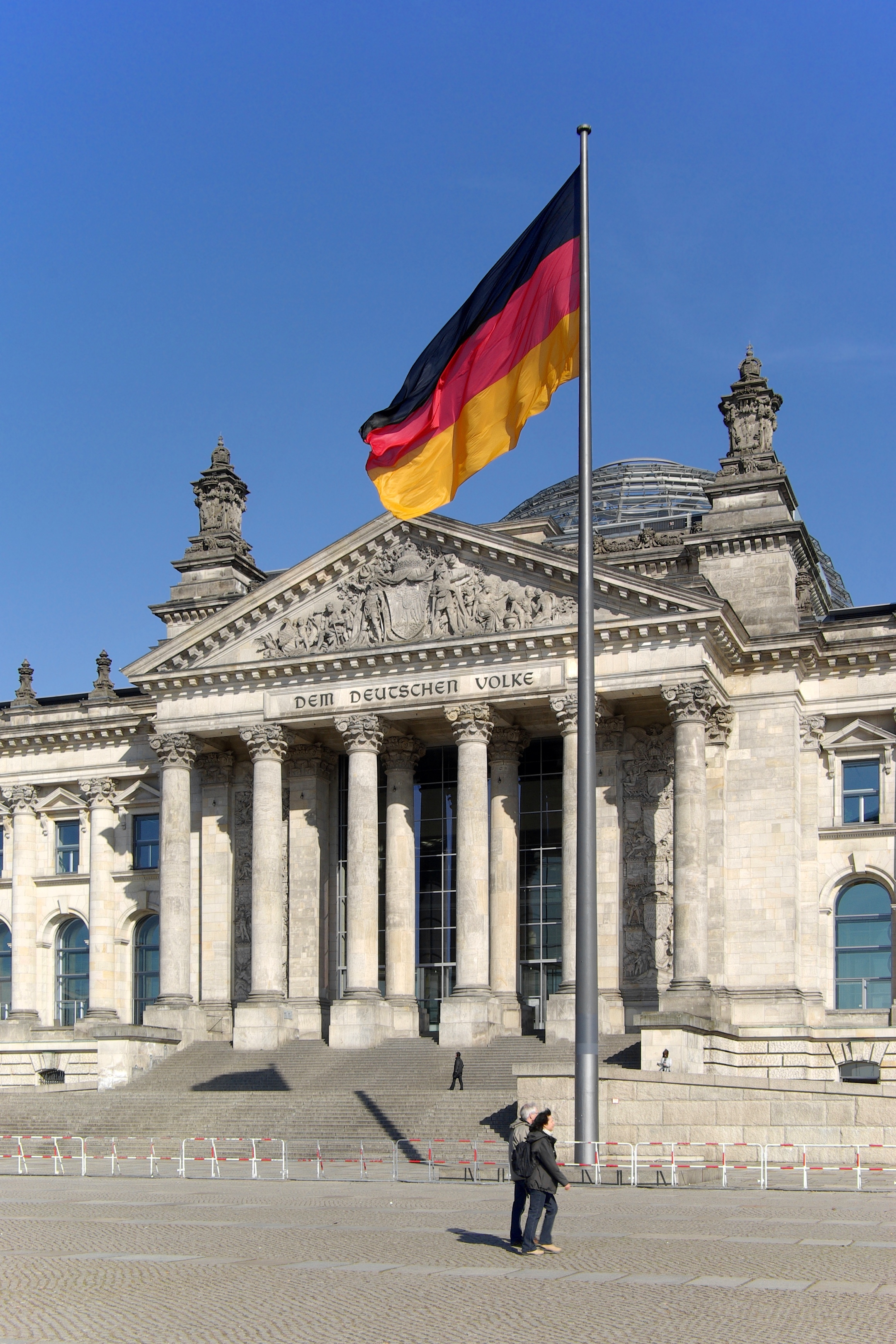
Flagge der Einheit vor dem Reichstagsgebäude in Berlin

Die Flagge der Einheit bzw. Einheitsflagge, auch Fahne der Einheit ist ein seit 1990 bestehendes nationales Denkmal zur Wiedervereinigung in Gestalt der deutschen Bundesflagge. Sie steht auf dem Platz der Republik in Berlin vor dem Westeingang des Reichstagsgebäudes (Sitz des Deutschen Bundestags), wenige Meter vom südlichen Ende des unteren Treppenaufgangs entfernt.

## Geschichte
Im Zuge der Feierlichkeiten zur deutschen Wiedervereinigung wurde die überdimensionale Flagge am 2. Oktober 1990 erstmals gehisst. Um 23:50 wurde das erste Exemplar in einer Zeremonie von sieben jungen Sportlern aus Ost- und Westdeutschland auf den Platz der Republik gebracht und an einem, zunächst hölzernen, Mast gehisst. Das Hissen der Flagge sollte bewusst mit dem Inkrafttreten der Wiedervereinigung um Mitternacht zusammenfallen und diese wie auch ein Feuerwerk und das Spielen der Nationalhymne begleiten. Der aktuelle Mast (aus Metall) wird nachts inzwischen von vier im Sockel eingelassenen Strahlern mit einer Leistung von je 250 Watt angeleuchtet. In regelmäßigen Zeitabständen wird die Flagge ausgewechselt.

## Merkmale

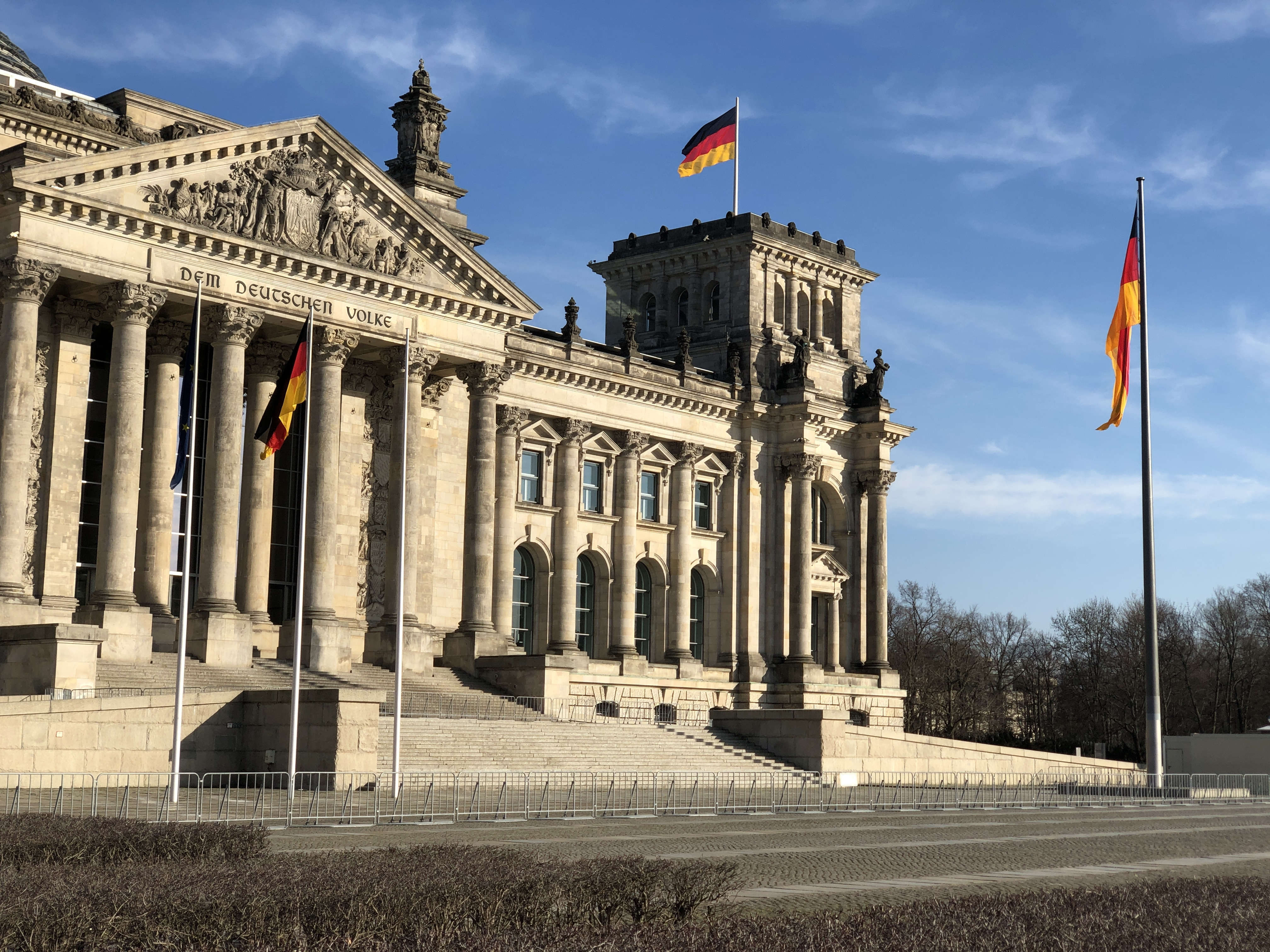
Die Flagge der Einheit mit Bundes- und Europaflagge (links)

Die Flagge ist mit sechs mal zehn Metern die größte offizielle Flagge der Bundesrepublik Deutschland. Der Mast der Flagge ist 28,5 m hoch. An seinem Sockel befindet sich kreisförmig die bronzene Inschrift DEUTSCHE EINHEIT 3. OKTOBER 1990.
In geringer Entfernung, beim nördlichen Ende des unteren Treppenaufgangs, stehen drei weitere Flaggenmasten von geringerer Höhe. Der mittlere Mast trägt die Europaflagge und der südliche die Bundesflagge. Am nördlichen Flaggenmast wird beim Besuch eines ausländischen Parlamentspräsidenten die Flagge seines Landes gehisst, an Tagen ohne besonderen Anlass bleibt der südliche Mast leer. Auch diese Flaggen werden nachts von unten beleuchtet.

## Die Flagge der Einheit auf halbmast
Die Kategorisierung der Einheitsflagge als nationales Denkmal hat unter anderem zur Folge, dass sie von der Beflaggungskonvention der Gebäude des Deutschen Bundestages ausgenommen ist. Aufgrund ihrer Bedeutung als Flaggendenkmal wird sie somit in der Regel nicht auf halbmast gesetzt. Seit dem feierlichen Akt des Hissens am Tag der Wiedervereinigung am 3. Oktober 1990 wurde lediglich zu folgenden Terminen die Trauerbeflaggung des Deutschen Bundestages auch für die Fahne der Einheit angeordnet:
- 11. September 2001, Tag der Terroranschläge am 11. September 2001 in den USA
- 26. April 2002, Tag des Amoklaufs im Gutenberg-Gymnasium (Erfurt)
- 14. November 2015, nach den Terroranschlägen am 13. November 2015 in Paris
- 23. März 2016, nach den Terroranschlägen in Brüssel am 22. März 2016

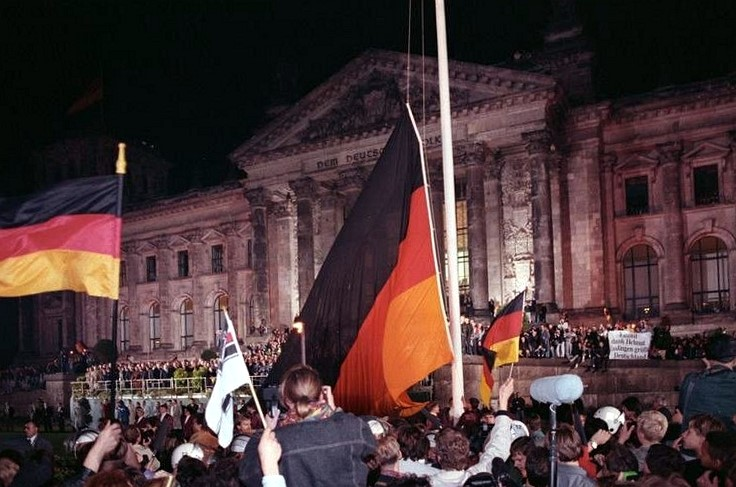
Erste Hissung zur Wiedervereinigung, in der Nacht vom 2. auf den 3. Oktober 1990
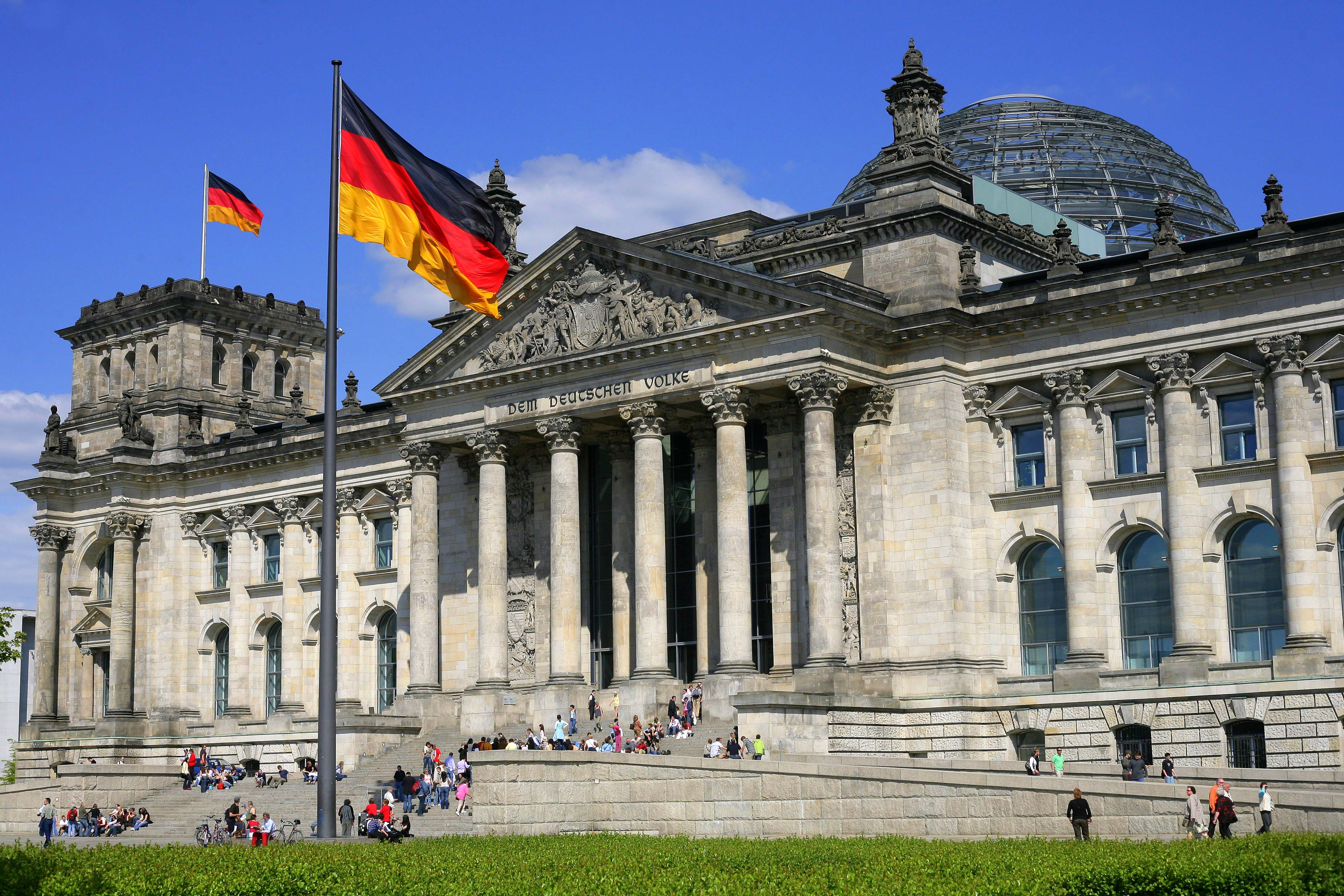
Das Reichstagsgebäude mit der Flagge der Einheit
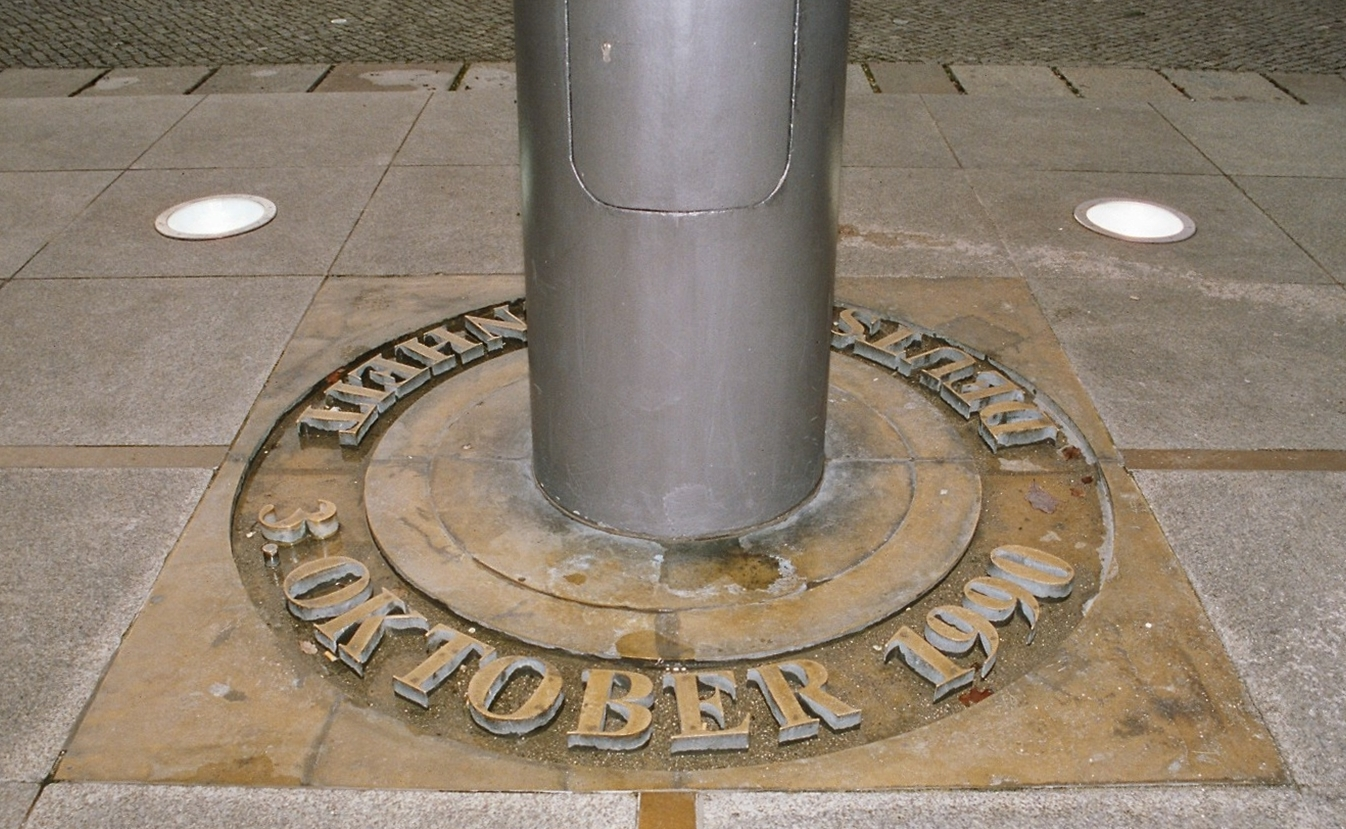
Fuß des Flaggenmastes mit Inschrift „DEUTSCHE EINHEIT 3. OKTOBER 1990“